# Илия Николчин
Илия Иванов Николчин е български журналист и писател.

## Биография
Роден е на 20 май 1931 г. в с. Стакевци, Белоградчишко. Средното си образование завършва в белоградчишката гимназия, а висше в Софийския държавен университет, специалност „Българска филология“. Учителства в Белоградчик и Вършец. Бил е журналист във вестниците „Червено знаме“ и „Народна младеж“. Две години работи като сътрудник на заместник председателя на Държавния съвет Георги Джагаров.
Една от първите му публикации е статията „Някои речникови особености на говора в с. Стакевци, Белоградчишко“, публикувана в сп. „Език и литература“ през 1958 г.
Има две дъщери – Ива Николчина и Миглена Николчина.
Умира на 28 юни 2011 г. в София.